# فاطمة دافيلا
فاطمة دافيلا سوسا (بالإسبانية: Fatimih Dávila Sosa)‏ (ولدت عام 1988 - 2 مايو 2019) عارضة أزياء توجت بلقب ملكة جمال أوروغواي 2006، بعدها سافرت إلى لوس أنجلوس، في الولايات المتحدة الأمريكية لتمثيل أوروغواي في مسابقة ملكة جمال الكون 2006 التي عقدت في 23 يوليو 2006. عُثر عليها ميتة في إحدى فنادق مدينة مكسيكو يوم 2 مايو 2019.

## روابط خارجية
- فاطمة دافيلا على موقع IMDb (الإنجليزية)
- فاطمة دافيلا على إنستغرام